# Piorunkowice
Piorunkowice est une localité polonaise située dans le powiat de Prudnik en voïvodie d'Opole .

## Histoire
De 1743 à 1945, Schweinsdorf fait partie de l'arrondissement de Neustadt-en-Haute-Silésie dans la district d'Oppeln au sein de la province de Silésie.